# Laevicephalus paulus
Laevicephalus paulus är en insektsart som beskrevs av Knull 1951. Laevicephalus paulus ingår i släktet Laevicephalus och familjen dvärgstritar. Inga underarter finns listade i Catalogue of Life.